# Igarapé-Açu
Igarapé-Açu est une municipalité brésilienne située au Nord-Est de l'État du Pará, dans la micro-région de Bragantina, située au nord-est et à l’est de Belém. La microrégion Bragantiná est l'une des cinq microrégions qui subdivisent le Nord-Est de l'État du Pará au Brésil. Igarapé-Açu est localisée à l'intérieur des terres mais à moins de 50 km du littoral atlantique, et de la Baie de Marajo, à l'embouchure du fleuve Para.
La population de la commune est d’environ 39 023 habitants selon l’estimation de l’IBGE en 2020 Elle est majoritairement rurale et sédentaire. La municipalité a fait l'objet d'une étude de l'IPEA (Institut brésilien de recherche économique appliquée), dont il ressort que 90 % de la population voit ses revenus abondés à hauteur d'au moins 50 % par les prestations de retraites de la sécurité sociale,  versées aux personnes âgées, ce qui contribue non seulement à améliorer leur position dans les familles mais surtout  leur permettent d’aider leurs enfants et petits-enfants lorsqu’ils souffrent de chômage dû à des fluctuations conjoncturelles, ou à des transformations structurelles de l’activité agricole.

## Économie
Les productions agricoles locales sont principalement vivrières, d'une part,  et exportatrices d'autre part  : l'huile de babassu n'est pas seulement une huile culinaire utilisée au Brésil, c'est aussi en raison de son profil en acide gras, constitué de 50% d’acide laurique, un antimicrobien et anti-inflammatoire topique ; le débouché est donc international, paramédical et cosmétique. 
Les forêts sont exploitées pour la filière bois qui est en expansion. Il faut cependant noter le flou des données statistiques en raison du fait que - en règle générale - les concessions forestières brésiliennes actuelles ne fournissent que 2 % du bois en provenance de la région. Ainsi, entre 2015 et 2016, environ 44 % de la production de bois dans l’Etat du Pará sont à imputer à l’exploitation forestière illégale, d'où la préoccupation des ONG et des autorités internationales. 